# Mr. Brightside
Mr. Brightside - singel zespołu The Killers z ich debiutanckiego albumu Hot Fuss. Tekst piosenki został napisany przez wokalistę grupy Brandona Flowersa oraz gitarzystę Dave'a Keuninga.
W teledysku do piosenki wystąpiła polska aktorka Izabella Miko.

## Lista utworów
Oryginalne wydanie brytyjskie (CD)
1. "Mr. Brightside"
2. "Smile Like You Mean It"
3. "On Top"
4. "Who Let You Go?"

Oryginalne wydanie brytyjskie (7")
1. "Mr. Brightside (A)" - there is a sound effect of shuffling cards.
2. "Smile Like You Mean It (B)"

Amerykańskie wydanie promocyjne
1. "Mr. Brightside (single version)"

Brytyjska reedycja (CD1)
1. "Mr. Brightside (radio edit)"
2. "Change Your Mind"

Brytyjska reedycja (CD2)
1. "Mr. Brightside (Album Version)"
2. "Somebody Told Me (Insider Remix)"
3. "Midnight Show (SBN Live Session)"
4. "Mr. Brightside (Enhanced Video Section)"

Brytyjska reedycja (7")
1. "Mr. Brightside"
2. "Who Let You Go?"

Australian Limited Edition Tour Single
1. "Mr. Brightside"
2. "Somebody Told Me (Josh Harris Remix)"
3. "Who Let You Go?"
4. "Mr. Brightside video"

Europejski singel
1. "Mr. Brightside"
2. "Somebody Told Me (Insider Remix)"

Europejski maxi-singel
1. "Mr. Brightside"
2. "Somebody Told Me (Insider Remix)"
3. "Mr. Brightside (Jacques Lu Cont's Thin White Duke Mix)"
4. "Mr. Brightside (Original Version Video)"

Amerykańska 12"
1. "Mr. Brightside (Jacques Lu Cont's Thin White Duke Remix)"
2. "Mr. Brightside (The Lindbergh Palace club Remix)"
3. "Mr. Brightside (Jacques Lu Cont's Thin White Duke Dub)"
4. "Mr. Brightside (The Lindbergh Palace Radio Remix)"
5. "Mr. Brightside (The Lindbergh Palace Dub)"